# Phaylomerinthus
Phaylomerinthus är ett släkte av skalbaggar. Phaylomerinthus ingår i familjen vivlar.
Kladogram enligt Catalogue of Life:
| Phaylomerinthus | \| \| Phaylomerinthus cinereus \| \| \| \| |
|                 | \| \| Phaylomerinthus cinereus \| \| \| \| |
|                 | Phaylomerinthus cinereus                   |
|                 |                                            |